# Diaea implicata
Diaea implicata là một loài nhện trong họ Thomisidae.
Loài này thuộc chi Diaea. Diaea implicata được miêu tả năm 1966 bởi Jézéquel.